# Festuca callieri
Festuca callieri là một loài thực vật có hoa trong họ Hòa thảo. Loài này được (Hack.) Markgr. mô tả khoa học đầu tiên năm 1932.